# UFC on Fuel TV: Санчес vs. Элленбергер
UFC on Fuel TV: Sanchez vs. Ellenberger — событие организации смешанных боевых искусств Ultimate Fighting Championship, которое прошло 15 февраля 2012 года на Omaha Civic Auditorium в американском городе Омаха. Это было первое мероприятие UFC, показанное на американском кабельном канале Fuel TV в рамках семилетнего контракта, заключённого между UFC и телекомпанией Fox. Предварительные бои транслировались в прямом эфире в Facebook. С Джонатаном Брукинсом должен был драться бразилец Рани Яхья, но из-за травмы он был заменён соотечественником Вагнером Рошей. Новичок проумоушена UFC Антон Куйванен должен был драться с другим дебютантом, Си Джеем Китом, однако тот вынужден был отказаться от боя из-за пожара в доме своего отца, поэтому Кита заменил ещё один новичок Джастин Салас. В рамках мероприятия должен был состояться дебют на UFC кубинского бойца в лёгком весе Йоисланди Искуридо, однако он был вынужден отменить бой из-за конфликта со своим прежним промоушеном CFA. В поединке с Бернардо Магальянесом его заменил американец Тим Минс. Ещё один бой дебютантов сорвался в день проведения мероприятия, когда на разогреве травмировал лодыжку боец в среднем весе Шон Лоффлер, который должен был драться с Бадди Робертсом.
Лучшим боем дня был признан бой в полусреднем весе между Диего Санчесом и Джейком Элленбергером, лучший нокаут провёл Стипе Миочич, а лучший болевой приём — Иван Менхивар. Все четыре спортсмена получили премию в 50 тысяч долларов.

## Бои
| Категория           | Победитель        | Проигравший         | Способ победы                    | Раунд | Время |
| Предварительные бои |                   |                     |                                  |       |       |
| Лёгкий вес          | Тим Минс          | Бернардо Магальянес | единогласное решение             | 3     | 5:00  |
| Лёгкий вес          | Джастин Салас     | Антон Куйванен      | единогласное решение             | 3     | 5:00  |
| Полулёгкий вес      | Джонатан Брукинс  | Вагнер Роша         | нокаут (удары)                   | 1     | 1:32  |
| Основные бои        |                   |                     |                                  |       |       |
| Легчайший вес       | Иван Менхивар     | Джон Альберт        | болевой приём (удушающий захват) | 1     | 3:45  |
| Легчайший вес       | Ти Джей Диллашоу  | Уэлил Уотсон        | единогласное решение             | 3     | 5:00  |
| Тяжёлый вес         | Стипе Миочич      | Фил де Фриз         | нокаут (удары)                   | 1     | 0:43  |
| Средний вес         | Ронни Маркес      | Аарон Симпсон       | раздельное решение               | 3     | 5:00  |
| Тяжёлый вес         | Стефан Стрюве     | Дэйв Херман         | технический нокаут (удары)       | 2     | 3:52  |
| Полусредний вес     | Джейк Элленбергер | Диего Санчес        | единогласное решение             | 3     | 5:00  |